# Яш-Эб-Шок
Яш-Эб-Шок (дословно Зелёная Акула; также Яш-Моч-Шок, I век н. э.) — первый известный правитель древнего майяского царства Мутуль со столицей в Тикале.

## Биография
Яш-Эб-Шок правил в I веке н. э. (по другим оценкам — между 219 и 238 годами нашей эры) и в нескольких более поздних текстах называется основателем Первой династии Тикаля, несмотря на то, что установлено существование более ранних правителей (возможно, он объединил тикальские династии или был особенно успешен в военных делах). Он происходил из «Холмов Агавы» — полулегендарной прародины, откуда вели своё происхождение также правители Канульского царства, Яшчилана и первая династия правителей Копана. «Холмы Агавы» обычно отождествляют либо с гигантским предклассическим городским центром Эль-Мирадор к северу от Тикаля, либо с также очень крупным раннегородским поселением Каминальхуйу (в черте современного города Гватемала). Возможное захоронение Яш-Эб-Шока — «захоронение 85», расположенное в центре Северного акрополя.
После Яш-Эб-Шока на протяжении I—III веков на престол восходило 7 правителей, имена которых неизвестны.